# قصاص (إسلام)
القصاص في الفقه الإسلامي، هو: عقوبة مقدرة شرعا، تقضي بمعاقبة الجاني بمثل ما فعل. والدليل على مشروعية القصاص في الإسلام قول الله تعالى: ﴿يَا أَيُّهَا الَّذِينَ آمَنُوا كُتِبَ عَلَيْكُمُ الْقِصَاصُ فِي الْقَتْلَى الْحُرُّ بِالْحُرِّ وَالْعَبْدُ بِالْعَبْدِ وَالْأُنْثَى بِالْأُنْثَى فَمَنْ عُفِيَ لَهُ مِنْ أَخِيهِ شَيْءٌ فَاتِّبَاعٌ بِالْمَعْرُوفِ وَأَدَاءٌ إِلَيْهِ بِإِحْسَانٍ ذَلِكَ تَخْفِيفٌ مِنْ رَبِّكُمْ وَرَحْمَةٌ فَمَنِ اعْتَدَى بَعْدَ ذَلِكَ فَلَهُ عَذَابٌ أَلِيمٌ ۝١٧٨ وَلَكُمْ فِي الْقِصَاصِ حَيَاةٌ يَا أُولِي الْأَلْبَابِ لَعَلَّكُمْ تَتَّقُونَ ۝١٧٩﴾ سورة البقرة:(178-179).

## التعريف اللغوي للقصاص
في اللغة العربية القصاص هو مطلق المساواة والتتبع. والقصاص مأخوذ من قص الأثر، وهو إتباعه، ومنه القاص لأنه يتبع الآثار، والأخبار، وقص الشعر أثره، فكأن القاتل سلك طريقا من القتل فقص أثره فيها، ومشي علي سبيله فيها، ومن ذلك قوله تعالي(فارتدا علي آثارهما قصصا)(سورة الكهف) وقيل القص القطع، يقال قصصت ما بينهما، ومنه أخذ القصاص، لأنه يجرحه مثل جرحه، أو يقتله به، ويقال أفص الحاكم فلانا من فلان، وأباده به فأمتثل منه أي اقتص منه 

## القصاص في القران الكريم
ورد النص علي القصاص في القرآن الكريم في عدة آيات هي:
- في قول الله تعالى: ﴿يَا أَيُّهَا الَّذِينَ آمَنُواْ كُتِبَ عَلَيْكُمُ الْقِصَاصُ فِي الْقَتْلَى الْحُرُّ بِالْحُرِّ وَالْعَبْدُ بِالْعَبْدِ وَالأُنثَى بِالأُنثَى فَمَنْ عُفِيَ لَهُ مِنْ أَخِيهِ شَيْءٌ فَاتِّبَاعٌ بِالْمَعْرُوفِ وَأَدَاء إِلَيْهِ بِإِحْسَانٍ ذَلِكَ تَخْفِيفٌ مِّن رَّبِّكُمْ وَرَحْمَةٌ فَمَنِ اعْتَدَى بَعْدَ ذَلِكَ فَلَهُ عَذَابٌ أَلِيمٌ (178) وَلَكُمْ فِي الْقِصَاصِ حَيَاةٌ يَاْ أُولِيْ الأَلْبَابِ لَعَلَّكُمْ تَتَّقُونَ (179)﴾ سورة البقرة.
- وفي قوله تعالى: ﴿مِنْ أَجْلِ ذَلِكَ كَتَبْنَا عَلَى بَنِي إِسْرَائِيلَ أَنَّهُ مَن قَتَلَ نَفْسًا بِغَيْرِ نَفْسٍ أَوْ فَسَادٍ فِي الأَرْضِ فَكَأَنَّمَا قَتَلَ النَّاسَ جَمِيعًا وَمَنْ أَحْيَاهَا فَكَأَنَّمَا أَحْيَا النَّاسَ جَمِيعًا وَلَقَدْ جَاء تْهُمْ رُسُلُنَا بِالبَيِّنَاتِ ثُمَّ إِنَّ كَثِيرًا مِّنْهُم بَعْدَ ذَلِكَ فِي الأَرْضِ لَمُسْرِفُونَ﴾ سورة المائدة.
- وفي قوله تعالى: ﴿وَكَتَبْنَا عَلَيْهِمْ فِيهَا أَنَّ النَّفْسَ بِالنَّفْسِ وَالْعَيْنَ بِالْعَيْنِ وَالأَنفَ بِالأَنفِ وَالأُذُنَ بِالأُذُنِ وَالسِّنَ بِالسِّنِّ وَالْجُرُوحَ قِصَاصٌ فَمَن تَصَدَّقَ بِهِ فَهُوَ كَفَّارَةٌ لَّهُ وَمَن لَّمْ يَحْكُم بِمَا أنزَلَ اللّهُ فَأُوْلَـئِكَ هُمُ الظَّالِمُونَ﴾ (45) سورة المائدة.
- وفي قوله تعالى: ﴿وَمَا كَانَ لِمُؤْمِنٍ أَن يَقْتُلَ مُؤْمِنًا إِلاَّ خَطَئًا وَمَن قَتَلَ مُؤْمِنًا خَطَئًا فَتَحْرِيرُ رَقَبَةٍ مُّؤْمِنَةٍ وَدِيَةٌ مُّسَلَّمَةٌ إِلَى أَهْلِهِ إِلاَّ أَن يَصَّدَّقُواْ فَإِن كَانَ مِن قَوْمٍ عَدُوٍّ لَّكُمْ وَهُوَ مْؤْمِنٌ فَتَحْرِيرُ رَقَبَةٍ مُّؤْمِنَةٍ وَإِن كَانَ مِن قَوْمٍ بَيْنَكُمْ وَبَيْنَهُمْ مِّيثَاقٌ فَدِيَةٌ مُّسَلَّمَةٌ إِلَى أَهْلِهِ وَتَحْرِيرُ رَقَبَةٍ مُّؤْمِنَةً فَمَن لَّمْ يَجِدْ فَصِيَامُ شَهْرَيْنِ مُتَتَابِعَيْنِ تَوْبَةً مِّنَ اللّهِ وَكَانَ اللّهُ عَلِيمًا حَكِيمًا﴾ سورة النساء.
- وفي قوله تعالى:﴿وَلاَ تَقْتُلُواْ النَّفْسَ الَّتِي حَرَّمَ اللّهُ إِلاَّ بِالحَقِّ وَمَن قُتِلَ مَظْلُومًا فَقَدْ جَعَلْنَا لِوَلِيِّهِ سُلْطَانًا فَلاَ يُسْرِف فِّي الْقَتْلِ إِنَّهُ كَانَ مَنْصُورًا﴾ سورة الإسراء [3]

## الحكمة من مشروعيته
القصاص هو مبدأ المعاقبة بالمثل. وذكر علماء المسلمين بعض الحكم من تشريعه؛ مثل:
- شفاء غيظ المجني عليه أو أوليائه، ويمنعهم من طلب الثأر أو محاولة الانتقام.
- الردع عن ارتكاب الجريمة. فالجاني سيشعر بالخوف والاضطراب والتردد عند فعل الجريمة إن علم أنه سيعاقب عليها بالقصاص.
- القصاص فيه حياة للمجتمع القصاص هو حكم الله في الأرض في حالة القتل المتعمد دون مبرر لهذا الفعل وهناك أيضا: التعزير.

## ما يثبت به القصاص
يثبت القصاص بأحد أمرين
- الإقرار من قبل الجاني بارتكاب الجرم. والإقرار هو سيد الأدلة.
- أو شهادة رجلين عدلين. ولا يثبت القصاص بشهادة الواحد ولا بيمين الطالب.

## شروط القصاص في النفس
1- عصمة المقتول: فلو قتل المسلم حربياً أو مرتداً أو زانياً محصناً فلا قصاص عليه ولا دية، لكن يعزر؛ لافتياته على الحاكم.
2- أن يكون القاتل بالغاً عاقلاً متعمداً، فلا قصاص على صغير، ومجنون، ومخطئ، وإنما تجب عليهم الدية.
3- أن لا يكون المقتول ولداً للقاتل، فلا يُقتل أحد الأبوين وإن علا بالولد وإن سفل ذكراً كان أو أنثى، ويُقتل الولد إن قَتَل أحد أبويه إلا أن يعفو ولي الدم.
إذا اختل شرط من الشروط السابقة سقط القصاص وتعينت الدية المغلظة.

4- وقد اختُلف في شرط المكافأة في الدم على ثلاثة أقوال، وهي قول الشافعية في أن المسلم لا يُقتل بالكافر، وقول الأحناف في أن المسلم يُقتل بالكافر، وقول المالكية في أن المسلم يقتل بالكافر إن قُتل الأخير غيلة. كما اختُلف بينهم في مقدار الدية.